# 中部職業能力開発促進センター
中部職業能力開発促進センター（ちゅうぶしょくぎょうのうりょくかいはつそくしんセンター）は、愛知県小牧市にある、独立行政法人高齢・障害・求職者雇用支援機構が運営している公共職業能力開発施設である職業能力開発促進センター。愛称はポリテクセンター中部。

## 沿革
- 19??年 - 愛知総合高等職業訓練所が発足
- 1969年10月 - 愛知総合高等職業訓練校に改称される
- 1990年4月 - 中部技能開発センターに転換される
- 1993年4月 - 中部職業能力開発促進センターに改称される

## 中部職業能力開発促進センター名古屋港湾労働分所
- 名古屋港湾労働分所：愛知県名古屋市港区潮凪町3

## 所在地
愛知県小牧市大字下末1636-2

## 交通機関
こまき巡回バスの総合運動場前停留所下車。

## 備考
ポリテクセンターの「ポリテク」とは、英語で「技術専門学校」や「工芸教育」などを表す「ポリテクニック（polytechnic）」を略したもの。